# 李譔
李譔（？—？），字欽仲，梓潼涪人，三國時期蜀漢官吏。

## 生平
李譔得到其父李仁的傳授，又跟隨其父之友尹默學義、論理，五經、諸子等著作都看過。對多種技藝都有興趣，如算術、卜數、醫藥、弓弩、機械都有研究。
早年曾任州書佐、尚書令史。238年，劉禪立太子劉，任命李譔為太子庶子，升為太子僕。再轉中散大夫、右中郎將，負責教育劉璿，劉璿甚愛其多才。曾為易經、尚書、毛詩、三禮、左氏傳、太玄指歸等古文注釋，都依賈、馬之注，不同於鄭玄，但和王肅的見解相似。景耀中卒。

## 特徵
李譔行為輕佻，喜歡嘲笑別人，因此世人不重視、尊重他。

## 三國演義
第91回諸葛亮駐兵漢中，任命李譔為博士。

## 家庭

### 父
- 李仁，字德賢，曾與尹默游學荊州，跟隨司馬徽、宋忠等學習。

## 評價
《三國志》評曰：「許、孟、來、李，愽涉多聞。」

## 延伸阅读
[在维基数据编辑]
 《三國志·卷42》，出自陳壽《三國志》